# メッゲンホルン

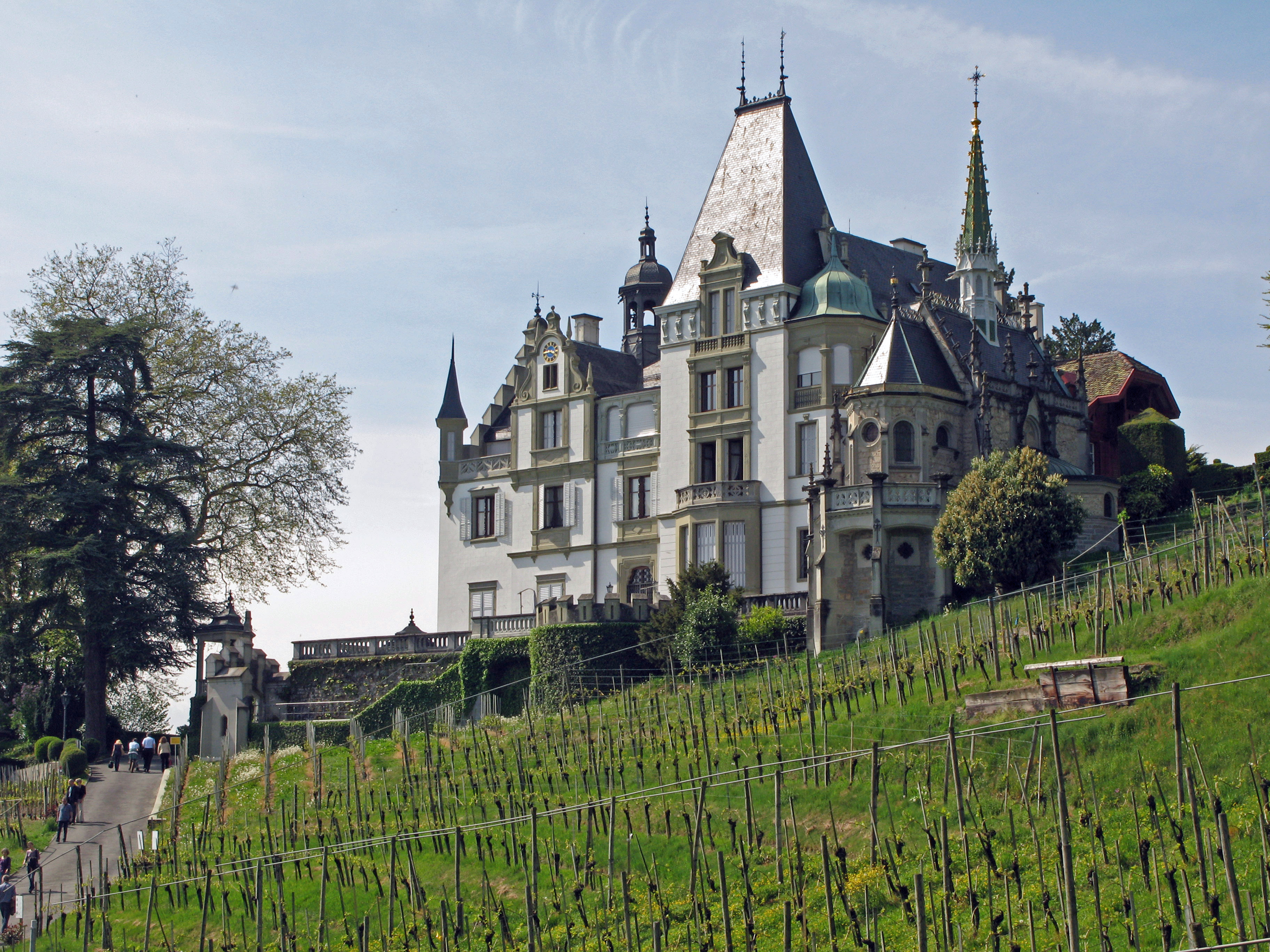
メッゲンホルン城

メッゲンホルン (Meggenhorn) は、スイス中央部、ルツェルン州、フィアヴァルトシュテッテ湖（ルツェルン湖）に面した半島状の地域名で、基礎自治体メッゲン (Meggen) に属する。
森と葡萄畑に囲まれ、ルツェルン湖を眼下に望む地点にメッゲンホルン城がある。1868年から70年にかけて築かれた古城で、内部の博物館では家具や調度品などを展示、一般公開している。敷地内にはバラの庭園と小さな礼拝堂などがある。礼拝堂では挙式セレモニーの手配が可能で、数多くの日本人カップルがここで挙式を行っている。
ルツェルンからバスまたは湖船でアクセスできる。湖船は冬期運休。